# Neolosbanus gressitti
Neolosbanus gressitti är en stekelart som först beskrevs av Watanabe 1958.  Neolosbanus gressitti ingår i släktet Neolosbanus och familjen Eucharitidae. Inga underarter finns listade i Catalogue of Life.